# 고령지농업연구소
고령지농업연구소(高嶺地農業硏究所)는 고령지 적응작물 및 감자의 품종개량·재배법 개선, 산지환경자원의 보전과 북방농업에 관한 시험·연구를 수행하는 국립식량과학원의 소속기관이다. 2015년 1월 6일 발족하였으며, 강원특별자치도 평창군 대관령면 경강로 5481에 위치하고 있다. 소장은 서기관·농업연구관 또는 환경연구관으로 보한다.

## 연혁
- 1956년 7월 1일: 중앙축산기술원 소속으로 대관령지원 설치.[2]
- 1957년 5월 28일: 중앙축산기술원 폐지.[3]
- 1961년 10월 2일: 농사원 시험국 소속으로 고령지시험장 설치.[4]
- 1962년 4월 1일: 농촌진흥청 소속으로 변경.[5]
- 1994년 12월 23일: 고령지농업시험장으로 개편.[6]
- 2004년 1월 9일: 고령지농업연구소로 개편.[7]
- 2008년 10월 8일: 국립식량과학원 소속 고령지농업연구센터로 개편.[8]
- 2015년 1월 6일: 고령지농업연구소로 개편.[9]

## 사건·사고 및 논란

### 축소 개편 논란
2008년 9월 2일 농촌진흥청 인력구조개편 내부 문서에 따르면 고령지농업연구소는 농촌진흥청 산하 한 연구기관과 통폐합하고 고랭지 배추와 무 등을 연구하던 원예과가 폐지될 것으로 예상된다. 고령지농업연구소는 센터로 명칭이 변경돼 감자, 콩, 옥수수 등 작물을 연구하게 되고, 원예과는 수원의 원예연구소로 통합될 것으로 전망된다.
이같은 소식에 남춘우 전국공무원노동조합 농촌진흥청 지부장은 "조직개편이 계획대로 진행되면 재배기술, 신품종 개발, 병충해 방지 등 기능이 위축되기 때문에 결국 피해를 보는 것은 강원도 농민"이라며 "지역의 여건과 연구소의 역할을 충분히 고려하지 않은 조직 개편은 부작용이 발생할 수밖에 없다"고 지적했다.
이에 대해 농촌진흥청 관계자는 "조직 개편으로 기관이 축소되기는 하지만 본래 기능은 유지할 방침"이라며 "강원도의 경우 원예과의 업무가 차지하는 비중이 높기 때문에 폐지 여부에 대해서는 신중히 검토하고 있다"고 밝혔다.